# Callan Mulvey
Callan Francis Mulvey (Auckland, 1975. február 23. –) ausztrál színész.
Legismertebb alakítása Jack Rollins a 2014-es Amerika Kapitány: A tél katonája és a 2019-es Bosszúállók: Végjáték című filmekben. A Batman Superman ellen – Az igazság hajnala filmben is szerepelt.

## Fiatalkora
Skót, ír és maori származású. Új-Zélandon született, majd hét éves korában Ausztráliába költözött, Sydney északi partján nőtt fel.

## Pályafutása
Első szerepe 1997-ben volt a Szívtipró gimi című sorozatban. 2008-ban A penge éle című filmben szerepelt. Még ugyanebben az évben szerepelt a Rush – A hajsza című sorozatban. 2012-ben a Bikie Wars: Brothers in Arms című sorozatban szerepelt. 2016-ban szerepelt a Batman Superman ellen – Az igazság hajnala című filmben. Még ebben az évben szerepelt a Power című sorozatban. 2017-ben a Beyond Skyline című filmben szerepelt. 2018-ban az In Like Flynn című filmben szerepelt.

## Magánélete
2003-ban súlyos autóbalesetet szenvedett. A frontális ütközésnél 100 km/h-val (62 mph) ment. Majdnem egy órán keresztül a járműben volt, míg ki nem tudták szabadítani a roncsok közül. Arca középső része összeroncsolodott, a fejbőr tetején fültől fülig összevarták, 17 titánlemezt helyeztek be az arc- és állkapocstörések helyrehozására. A bal térde és a bokája is súlyosan eltört. A bal szemére végleg elvesztette látását.
2010-ben feleségül vette Rachel Thomas zenészt.

## Filmográfia

### Filmek
| Év   | Magyar cím                                 | Eredeti cím                         | Szerep          | Magyar hang      |
| ---- | ------------------------------------------ | ----------------------------------- | --------------- | ---------------- |
| 2004 |                                            | Thunderstruck                       | Sam             |                  |
| 2008 |                                            | Glass                               | John            |                  |
| 2011 | A vadász                                   | The Hunter                          | Rivális vadász  | Berzsenyi Márton |
| 2012 | Zero Dark Thirty – A Bin Láden hajsza      | Zero Dark Thirty                    | Saber - DEVGRU  |                  |
| 2013 |                                            | The Turning                         | David Wilson    |                  |
| 2014 | 300: A birodalom hajnala                   | 300: Rise of an Empire              | Scyllias        | Debreczeny Csaba |
| 2014 | Amerika Kapitány: A tél katonája           | Captain America: The Winter Soldier | Jack Rollins    | Varga Gábor      |
| 2014 |                                            | Miss Meadows                        | Skylar          |                  |
| 2014 | Gyilkosság három felvonásban               | Kill Me Three Times                 | Jack Taylor     | Welker Gábor     |
| 2016 | Batman Superman ellen – Az igazság hajnala | Batman v Superman: Dawn of Justice  | Anatoli Knyazev | Dolmány Attila   |
| 2016 | Warcraft: A kezdetek                       | Warcraft                            | harcos          |                  |
| 2017 |                                            | Beyond Skyline                      | Harper          |                  |
| 2017 | Vérző acél                                 | Bleeding Steel                      | Andre           |                  |
| 2018 | Delirium                                   | Delirium                            | Alex Walker     | Sarádi Zsolt     |
| 2018 | Törvényen kívüli király                    | Outlaw King                         | John III Comyn  |                  |
| 2018 |                                            | In Like Flynn                       | Johnson         |                  |
| 2018 |                                            | Desolate                            | Van             |                  |
| 2019 | Bosszúállók: Végjáték                      | Avengers: Endgame                   | Jack Rollins    | nem beszél       |
| 2020 | A lesza*om lista                           | The F**k-It List                    | Dee             |                  |
| 2020 | Árny a felhők között                       | Shadow in the Cloud                 | John Reeves     | Weil Róbert      |
| 2020 | A kukorica gyermekei                       | Children of the Corn                | Robert Williams |                  |
| 2020 |                                            | High Ground                         | Eddy            |                  |
| 2020 | Az utolsó űrhajó                           | Breach                              | Teek            |                  |
| 2021 | Holtomiglan                                | Till Death                          | Bobby Ray       | Király Attila    |

### Televíziós szerepek
| Év        | Magyar cím                       | Eredeti cím                  | Szerep                         | Megjegyzések                         |
| --------- | -------------------------------- | ---------------------------- | ------------------------------ | ------------------------------------ |
| 1997–1999 | Szívtipró gimi                   | Heartbreak High              | Bogdan Drazic                  | 74 epizód magyar hangja Dózsa Zoltán |
| 1999      | Szentek kórháza                  | All Saints                   | Stewie Holder                  | 1 epizód                             |
| 2000      |                                  | Pizza                        | Dave / középosztálybeli gyerek | 2 epizód                             |
| 2001      | Az embervadász                   | The Finder                   | Sam Natoli                     | tévéfilm                             |
| 2001      |                                  | Head Start                   | Rodney 'Rod' Hunter            | 5 epizód                             |
| 2001      |                                  | BeastMaster                  | Rikko                          | 1 epizód                             |
| 2001      | Vészkód – A Rubicon összeesküvés | Code Red                     | Cage Sorrentino                | tévéfilm magyar hangja Damu Roland   |
| 2006–2008 | Otthonunk                        | Home and Away                | Johnny Cooper                  | 33 epizód                            |
| 2007      | A parti őrség                    | Sea Patrol                   | Horst Wenders                  | 1 epizód                             |
| 2007      | McLeod lányai                    | McLeod's Daughters           | Mitch Wahlberg                 | 3 epizód                             |
| 2008      | A penge éle                      | Underbelly                   | Mark Moran                     | 5 epizód                             |
| 2008–2011 | Rush – A hajsza                  | Rush                         | Brendan 'Josh' Joshua          | 70 epizód magyar hangja Dózsa Zoltán |
| 2011      |                                  | SLiDE                        | Bailey                         | 1 epizód                             |
| 2012      |                                  | Bikie Wars: Brothers in Arms | Anthony 'Snoddy' Spencer       | 6 epizód                             |
| 2016      |                                  | Power                        | Dean / Milan                   | 10 epizód                            |
| 2019      |                                  | Too Old to Die Young         | Keith Redford                  | 1 epizód                             |
| 2020      |                                  | The Luminaries               | George Shepard                 | 6 epizód                             |
| 2020      |                                  | Mystery Road                 | Simon                          | 6 epizód                             |
| 2021      |                                  | Firebite                     | vámpír király                  | 1 epizód                             |